# Sauerland
El Sauerland es una región montañosa en Alemania que ocupa parte del sureste del estado federado de Renania del Norte-Westfalia y una pequeña parte occidental del estado de Hesse. Su nombre, Sauerland, deriva de la denominación "Süderland", tierras del sur, y hace referencia a las provincias sureñas de la Antigua Sajonia. Las características más notables de esta región alemana son el alto nivel de forestación, los paisajes montañosos (de pequeña altitud) y la población dispersa (con ciertas zonas deshabitadas). Debido a esta apariencia deshabitada se ha conseguido reproducir hábitats adecuados para el bisonte europeo en sus inmediaciones.

## Geografía

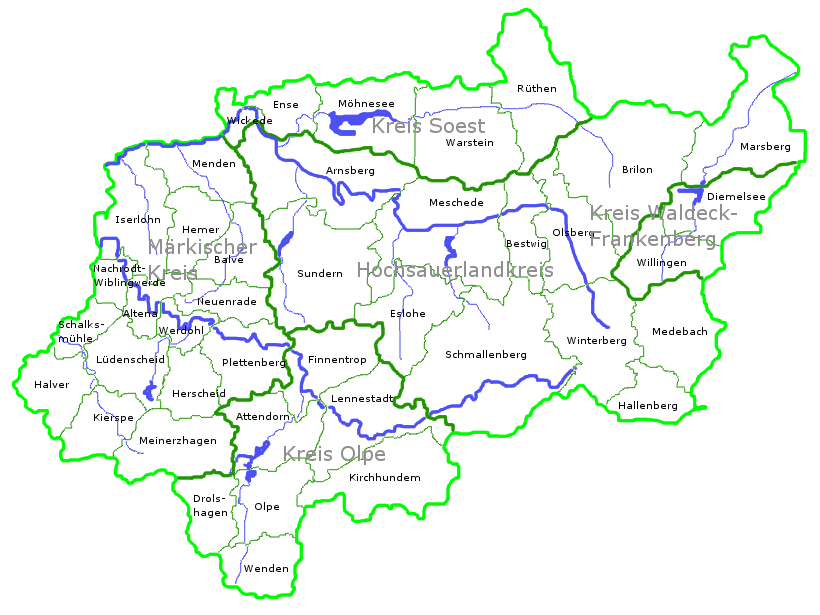
Mapa de Sauerland por distritos y municipios (color verde) y ríos y lagos (color azul)

El Sauerland puede considerarse una continuación geográfica del Bergische Land, que a medida que se va hacia el sur va cambiando de nombre hasta llegar a la comarca de Siegerland. Cuando se recorre el Sauerland en dirección noroeste, se llega a las inmediaciones del Bosque Teutónico. 

### Montañas
La montaña más alta del Sauerland es el Langenberg (843,1 m) entre el Willingen (Upland) y el Niedersfeld, el Hegekopf (842,9 m) al sur del Willingen en el estado federado de Hesse y el Kahler Asten (841 m) en Winterberg. El conjunto de montañas que se forma en el Sauerland se denomina Rothaargebirge.

### Ríos

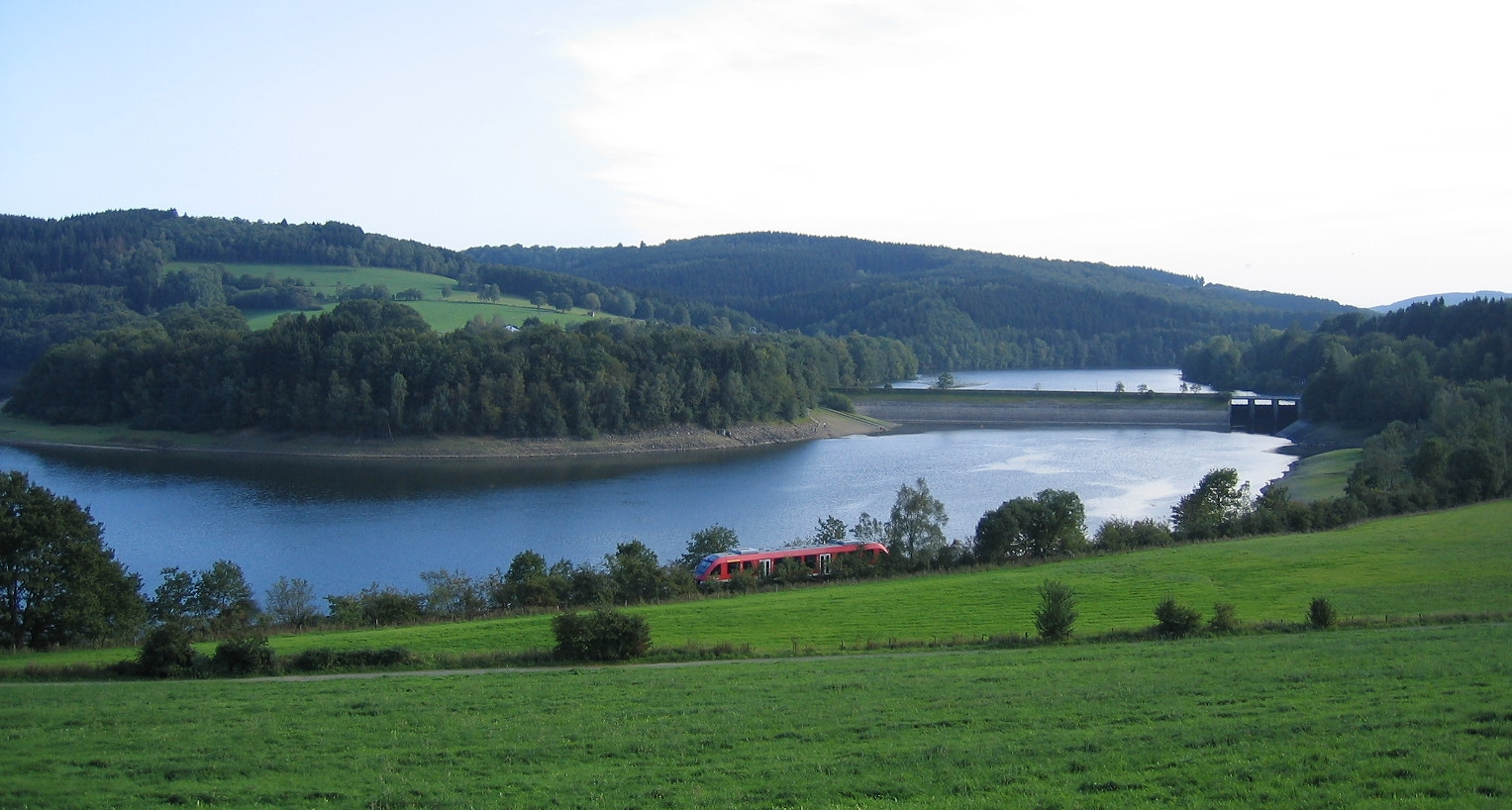
Vista de Biggesee, Olpe y Attendorn

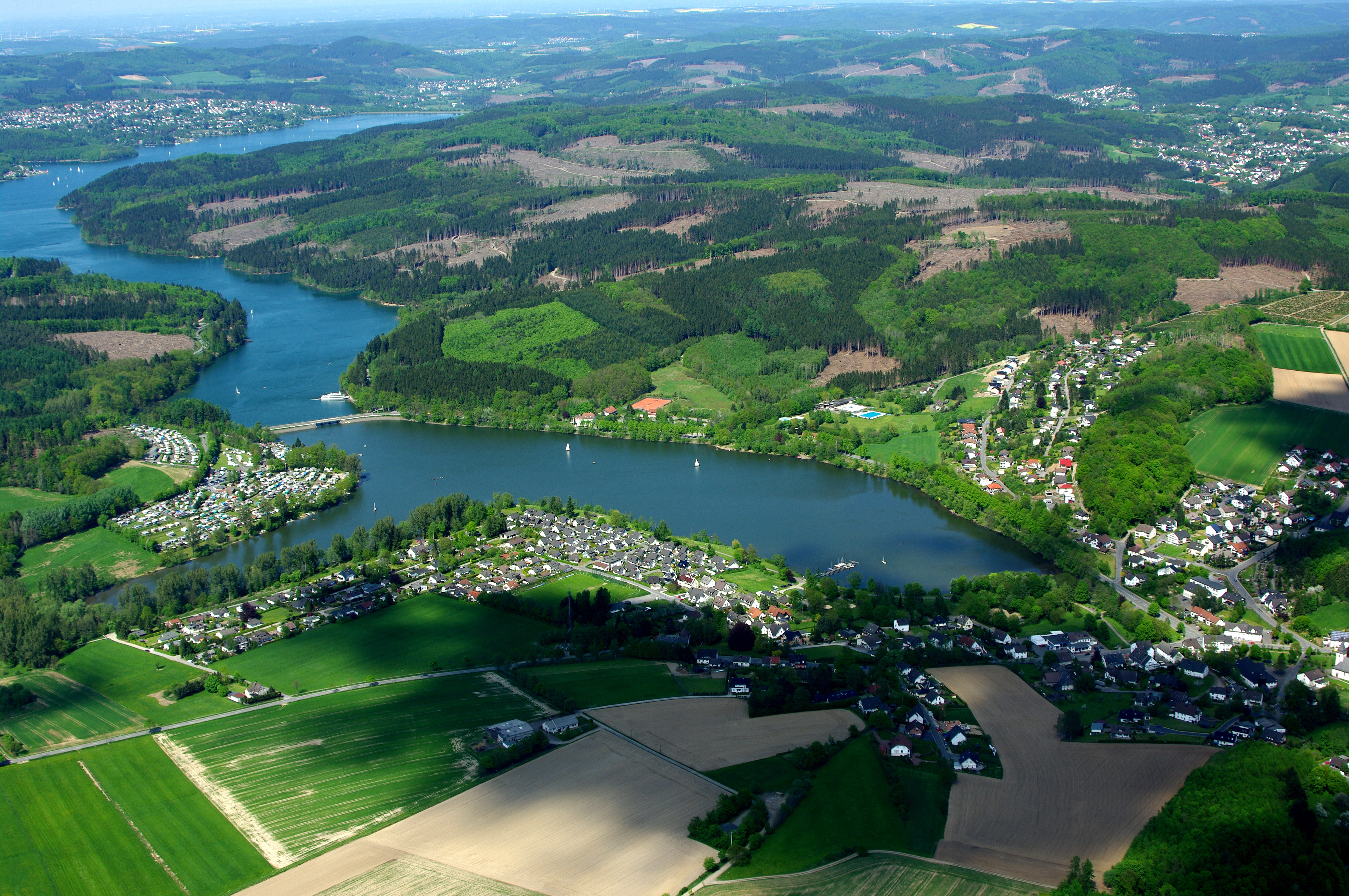
Sorpe Reservoir en Hochsauerland

Los ríos más importantes que atraviesan la región de Sauerland son el Ruhr y el Lenne. Fluyen además el Alme, Bigge, Diemel, Eder, Ennepe, Fretter, Henne, Hönne, Ihne, Lister, Möhne, Röhr, Sorpe, Verse, Volme, Wenne y el Wupper.

### Ciudades y organización administrativa
La ciudad más poblada es Iserlohn con 93.119 habitantes. Le siguen Lüdenscheid (72.927) y Arnsberg (73.501). Los municipios con mayor superficie son Schmallenberg (303,07 km²), Brilon (229,01 km²) y Meschede (218,40 km²).
La mayor parte del Sauerland pertenece al estado federal de Rhenania del Norte-Westfalia y se distribuye entre los distritos "Märkischer Kreis", "Kreis Olpe" y el "Hochsauerlandkreis" que abarca la mayor parte de la superficie del Sauerland. Además, partes de los distritos de Soest y Waldeck-Frankenberg (distrito federal de Hesse) forman parte del Sauerland.

## Geología
Existen numerosos yacimientos mineros de carbón y abundantes afloraciones de Caliza.

## Historia

### Origen del nombre
El nombre de Sauerland puede inducir a error hoy en día, ya que en alemán moderno se podría traducir como Sauer-Land, es decir, tierra ácida y no se explica la razón de esta traducción. No obstante, existen diversas teorías acerca de su origen, una de ellas menciona que la traducción correcta en bajo alemán medieval proviene de la palabra sur, que da origen al alemán moderno schwierig y que significa: difícil. De esta forma, la palabra Sauerland viene a indicar lo difícil de acceder y desplazarse por la región debido a los numerosos valles y pequeñas montañas escarpadas de su terreno. Otra teoría afirma que la palabra puede provenir de las tribus germánicas sicambri, que se denominan a veces como Sugambre y de aquí podría proceder la palabra Sugamberland. Existen otras teorías que mencionan el nombre de Sauerland como una derivación de Süderland (tierra del sur), indicando que se ubica al sur del Ruhr (como parte del Grafschaft Mark).

## Literatura

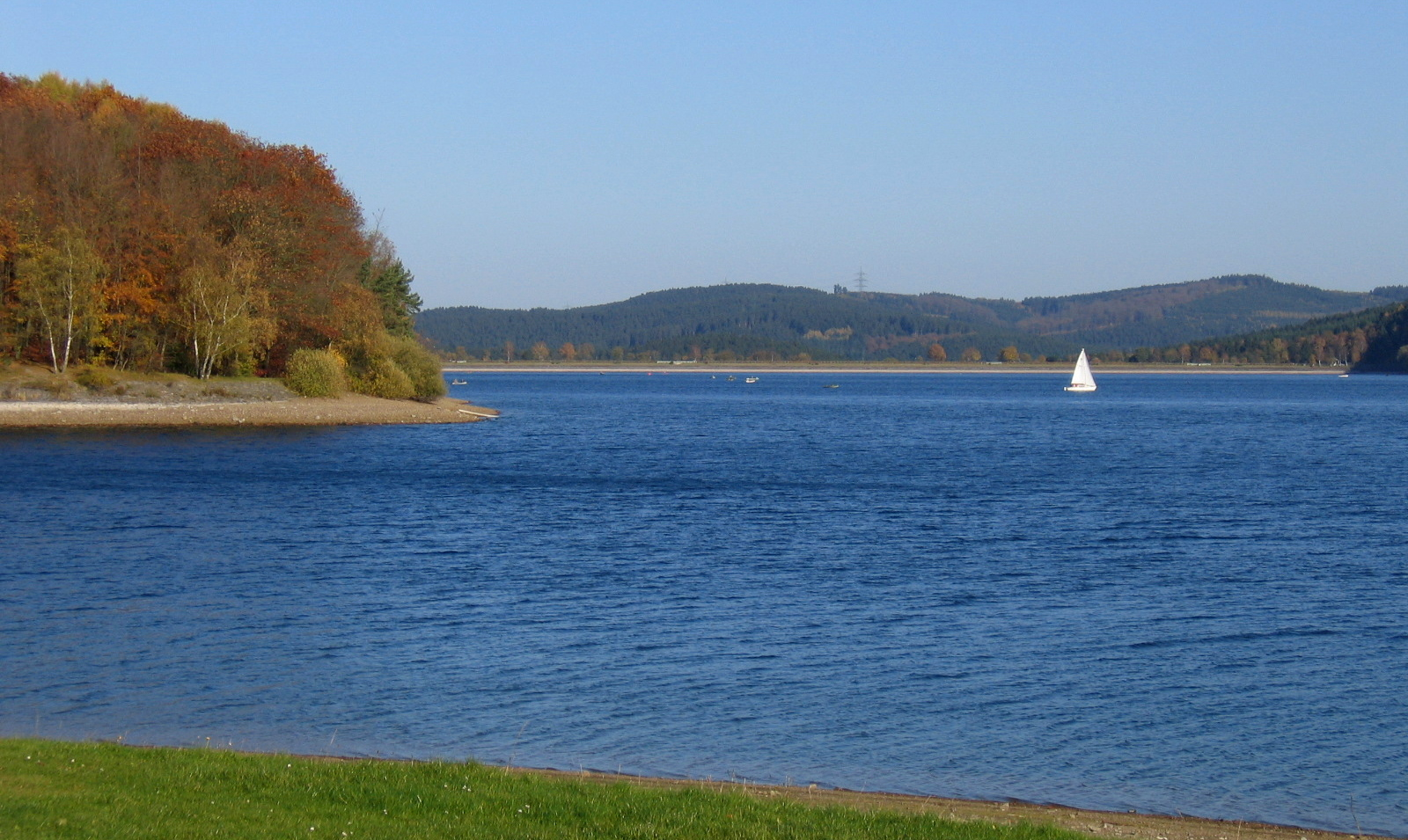
Sorpesee

- Stefan Baumeier / Christoph Köck (Hrsg.): Sauerland - Facetten einer Kulturregion. Schriften des Westfälischen Freilichtmuseums Detmold - Landesmuseum für Volkskunde. Detmold, 1994. ISBN 3-930271-20-6. Darin Beiträge zu: Symbolik der Region (Ch. Köck), Hausbau (J. Kleinmanns), Heimatschutzbewegung (S. Falk), Freiräume (R. Kirsch-Stracke), Wald und Forst (B. Selter), Möbel (H.-D. Joosten) und Frommes Wohnen (Ch. Aka).
- Rudolf Brüschke, Norbert Föckeler (Hg.): Jüdisches Leben im Hochsauerlandkreis (=Hochsauerlandkreis Schriftenreihe Bd.III). Fredeburg, 1994. ISBN 3-930271-18-4
- Ernst Dossmann: Auf den Spuren der Grafen von der Mark. Wissenswertes über das Werden und Wachsen der ehemaligen Grafschaft Mark und über den Märkischen Kreis. Iserlohn, 1983. ISBN 3-922885-14-4
- Ernst Dossmann: Papier aus der alten Grafschaft Mark: Papierherstellung und Verarbeitung im Wirtschaftsraum zwischen Volme, Ruhr und Hönne: eine wirtschaftsgeographische und familiengeschichtliche Studie zur Entwicklung eines bedeutsamen südwestfälischen Wirtschaftszweiges im Umkreis der Städte Hagen, Iserlohn, Hemer, Menden, Fröndenberg und Plettenberg. Iserlohn, 1987. ISBN 3-922885-33-0
- Karl-Peter Ellerbrock / Tanja Bessler-Worbs (Hrsg.): Wirtschaft und Gesellschaft im südöstlichen Westfalen. Dortmund, 2001. ISBN 3-87023-192-0
- Jens Friedhoff: Sauerland und Siegerland. 70 Burgen und Schlösser. Stuttgart, 2002.
- Der Hochsauerlandkreis: Entwicklung und Wandel einer Region. Arnsberg, 1996. ISBN 3-930264-12-9
- Peter Kracht: Sauerland, Siegerland und Wittgensteiner Land. Regionen in NRW Bd. 1. Münster, 2005.
- Georg Mieders: Flora des nördlichen Sauerlandes. Balve, 2006, ISBN 3-89053-104-0
- Horst Nieder: Zeitreise durch das Sauerland. Ausflüge in die Vergangenheit. Gudensberg-Gleichen, 2006. ISBN 3-8313-1515-9
- Sauerland-Verlag Iserlohn: Der Kreis Iserlohn. Ein dynamischer Lebensraum im Sauerland. Mit einführenden Texten von Wulf-Dietrich von Borcke. 1972. ISBN 3-87695-011-2